# Pantolestes
Il pantoleste (gen. Pantolestes) è un mammifero estinto, appartenente ai pantolesti. Visse tra l'Eocene medio e l'Eocene superiore (circa 50–34 milioni di anni fa) e i suoi resti fossili sono stati ritrovati in Nordamerica e in Europa.

## Descrizione
Questo animale era di dimensioni paragonabili a quelle di una piccola lontra; anche la forma del corpo era vagamente paragonabile a quella di una lontra, con tronco allungato e zampe piuttosto corte.

### Cranio
Il cranio era massiccio, allungato con un muso corto e largo, separato dalla parte posteriore del cranio tramite una piccola costrizione postorbitale. Le ossa nasali erano grandi e allungate, profondamente frastagliate in avanti affondavano all'interno delle ossa frontali. Le ossa lacrimali erano molto ampie. Le orbite non erano molto definite: non possedevano un bordo netto e posteriormente erano aperte. La cresta sagittale era bassa, si sviluppava dalle ossa nasali per poi ricongiungersi alle creste occipitali, fortemente sviluppate. La bolla timpanica era molto aperta e limitata nella regione anteriore da una piccola apofisi dell'alisfenoide. La fossa glenoide era allungata trasversalmente e delimitata posteriormente da una notevole apofisi postglenoide. La mandibola era corta e stretta, con una lunga sinfisi mandibolare che terminava sotto il terzo premolare inferiore. Il foro mandibolare posteriore era situato sotto il primo molare. Il ramo montante della mandibola era dotato di un processo coronoide corto ma largo, dal margine anteriore quasi verticale.
La formula dentaria era quella tipica di molti mammiferi arcaici: 3/3, 1/1, 4/4, 3/3. Gli incisivi e i canini superiori erano possenti, mentre i premolari erano più piccoli e con un numero crescente di radici (il primo premolare aveva una radice, il secondo due, il terzo e il quarto tre). I premolari tendevano a sviluppare una forma squadrata a causa dello sviluppo del protocono, ma l'ipocono era ancora rudimentale. Il cingulum esterno, però, era fortemente sviluppato e dotato di un debole parastilo. I canini inferiori erano robusti; i premolari inferiori, dalla corona bassa e tagliente, erano sviluppati verso l'indietro, con il primo premolare dotato di una singola radice e gli altri dotati di una radice doppia. Il secondo e il terzo premolare inferiori erano dotati di un debole talonide, che nel quarto premolare diventava più robusto e si aggiungeva ad altre cuspidi accessorie. I molari inferiori erano dotati di trigonide basso, paraconide vestigiale e talonide grande; era presente anche un ipoconulide, particolarmente sviluppato sul terzo molare.

### Scheletro postcranico
Lo scheletro postcranico era generalmente massiccio. Le vertebre erano dotate di zigapofisi larghe e basse (in particolare le vertebre dorsali), che divenivano ancora più larghe e piatte nella zona delle vertebre lombari. La coda era lunga e robusta, ed era composta da undici vertebre. La struttura delle zampe indica un grande adattamento alla vita acquatica. L'omero era corto e spesso, ricurvo lateralmente, con una cresta deltoide robusta (ben separata dalla cresta pettorale) e una forte cresta supinatrice. L'estremità distale dell'omero presentava un grande foro entepicondilare. Le ossa metacarpali, lunghe e robuste, possedevano profonde fosse d'inserzione dei legamenti sulle superfici articolari. Le falangi ungueali erano larghe e appiattite, perciò non sostenevano veri artigli. Il femore, massiccio, presentava una diafisi appiattita con tre trocanteri prominenti. La testa del femore era unita al corpo del femore tramite un collo corto e robusto. Tibia e perone, uniti distalmente, presentavano una forte torsione simile a quella osservata nei pinnipedi e nella potamogale. La tibia aveva una cresta cnemiale ridotta e il malleolo interno era poco sviluppato. L'astragalo era dotato di una grande troclea poco profonda, un collo corto e una testa larga e convessa. Non era presente un foro astragalare. 

## Classificazione
Il genere Pantolestes venne descritto per la prima volta da Edward Drinker Cope nel 1872, sulla base di resti fossili ritrovati in terreni dell'Eocene medio dello Wyoming. A questo genere sono state ascritte numerose specie, come Pantolestes elegans, P. intermedius, P. longicaudus, P. natans, P. phocipes, tutte provenienti dagli Stati Uniti occidentali; secondo uno studio del 2019, di tutte queste specie le uniche valide potrebbero essere P. longicaudus e P. natans. La specie P. sabatieri è stata invece ritrovata in Francia, in terreni dell'Eocene inferiore.
Pantolestes è il genere eponimo dei pantolesti, un gruppo di mammiferi dalle abitudini probabilmente acquatiche, spesso considerati affini agli insettivori ma probabilmente ascrivibili al grande gruppo eterogeneo dei cimolesti. In particolare, sembra che Pantolestes possa essere stato una forma derivata all'interno del gruppo, affine ad altri generi ben noti come Buxolestes e Palaeosinopa.

## Paleoecologia
Si suppone che Pantolestes fosse un animale semiacquatico, che probabilmente viveva in laghi e fiumi e che si nutriva di molluschi che frantumava con i potenti denti posteriori.